# Trofej Marjan
Trofej Marjan bio je nogometni turnir koji se održavao redovito od 1974. do 1989. godine u Splitu a obnovljen je 2002. godine, nakon 13 godina. Uglavnom se održavao ljeti. Nakon osamostaljenja Republike Hrvatske bilo je pokušaja obnove ovog turnira, s tim što se pomaklo vrijeme održavanja. Domaćin turnira bio je HNK Hajduk Split. Turnir je organiziran u predsezoni po uzoru na Španjolce koji su to prvi počeli prakticirati, a 1989. godine održana su dva turnira, zimski i ljetni.
Na Trofeju Marjan sudjelovali su brojni nogometni klubovi (Ajax, Bordeaux, Vasco da Gama i ini.) i nogometne reprezentacije, među kojima su najpoznatije bivši SSSR, Poljska, Makedonija i Hrvatska.
Osim Hajduka svake godine sudjelovale bi još dvije ili tri momčadi.

## Pobjednici
| br. | godina        | br. država | br. ekipa | pobjednik                  | država       |
| --- | ------------- | ---------- | --------- | -------------------------- | ------------ |
| 1.  | 1974.         |            |           | Hajduk Split (1)           | Jugoslavija  |
| 2.  | 1975.         |            |           | Hajduk Split (2)           | Jugoslavija  |
| 3.  | 1976.         |            |           | Hajduk Split (3)           | Jugoslavija  |
| 4.  | 1977.         |            |           | Hajduk Split (4)           | Jugoslavija  |
| 5.  | 1978.         |            |           | Partizan Beograd (1)       | Jugoslavija  |
| 6.  | 1979.         |            |           | Hajduk Split (5)           | Jugoslavija  |
| 7.  | 1980.         |            |           | Hajduk Split (6)           | Jugoslavija  |
| 8.  | 1981.         |            |           | Hajduk Split (7)           | Jugoslavija  |
| 9.  | 1982.         |            |           | Bordeaux (1)               | Francuska    |
| 10. | 1983.         |            |           | Hajduk Split (8)           | Jugoslavija  |
| 11. | 1984.         |            |           | Hajduk Split (9)           | Jugoslavija  |
| 12. | 1985.         |            |           | Hajduk Split (10)          | Jugoslavija  |
| 13. | 1986.         |            |           | Bordeaux (2)               | Francuska    |
| 14. | 1987.         |            |           | Banik Ostrava (1)          | Čehoslovačka |
|     | 1988.         |            |           | nije igrano                | nije igrano  |
| 15. | 1989.         |            |           | Hajduk Split (zimski) (11) | Jugoslavija  |
| 16. | 1989.         |            |           | Dinamo Zagreb (ljetni) (1) | Jugoslavija  |
|     | 1990. – 2001. |            |           | nije igrano                | nije igrano  |
| 17. | 2002.         |            |           | Hajduk Split (12)          | Hrvatska     |
| 18. | 2003.         |            |           | Poljska (1)                | Poljska      |